# Гідатоди

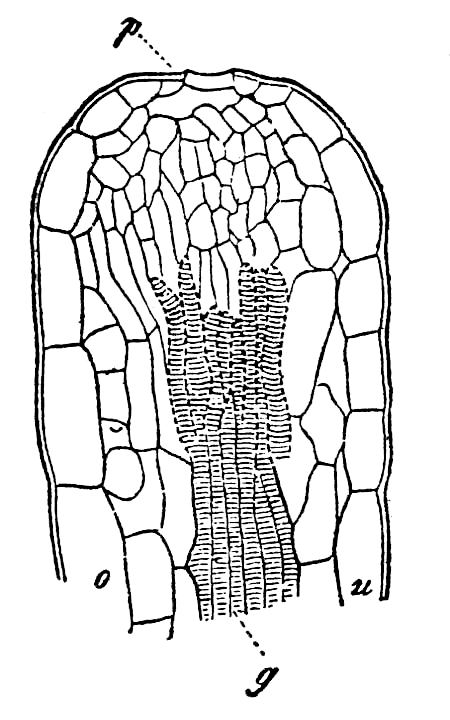
Частина гідатоди в листку Примули (Brockhaus and Efron Encyclopedic Dictionary)

Гідатоди (грец. hydatos — вода і грец. hodos — шлях, дорога) — водяні продихи, комплекс клітин в листі Покритонасінних рослин, що забезпечують виділення з рослини краплинно-рідкої води і солей (гутацію). Властиві водним рослинам і тим, що мешкають у вологому кліматі. Виділення води може йти пасивно, через гідатоди (завдяки кореневому тиску), або активно, за допомогою епітеми. Розташовані гідатоди найчастіше на епідермісі, або по краях листя, на зубчиках. Функцію гідатод можуть виконувати спеціальні залозисті волоски (трихоми).
 Гідатоди утворені групою живих клітин, що майже не містять хлоропластів, простір між якими заповнений водою. Ці клітини відкриваються в одну або кілька суб-епідермальних порожнин, які сполучені з поверхнею через водне устя, або відкриту пору. За своєю будовою водне устя - нерухоме і дещо більше за звичайне. 
Гідатоди беруть участь у процесі гутації, під час якого ксилемний тиск (викликаний кореневим тиском) спричиняє виділення рідини з пор. Деякі галофіти (солелюбні рослини) мають залозисті трихоми (ворсинки), які активно виділяють сіль щоб знизити концентрацію цитотоксичних неорганічних іонів в своїй цитоплазмі. Це може призводити до утворення білої порохоподібної речовини на поверхні листової пластини.